# Seiser-Mühle (Markt Piesting)

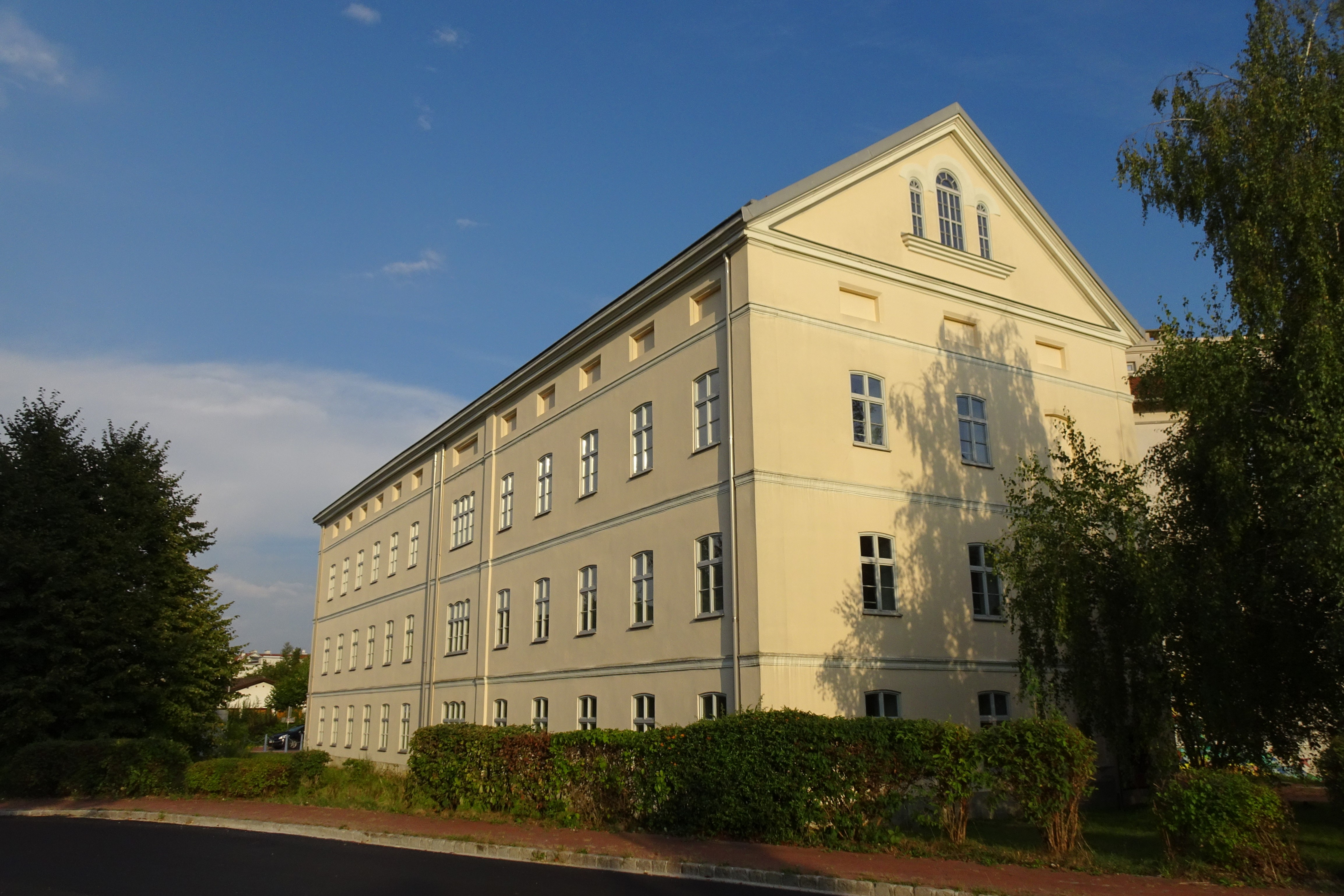
Das ehemalige Mühlgebäude

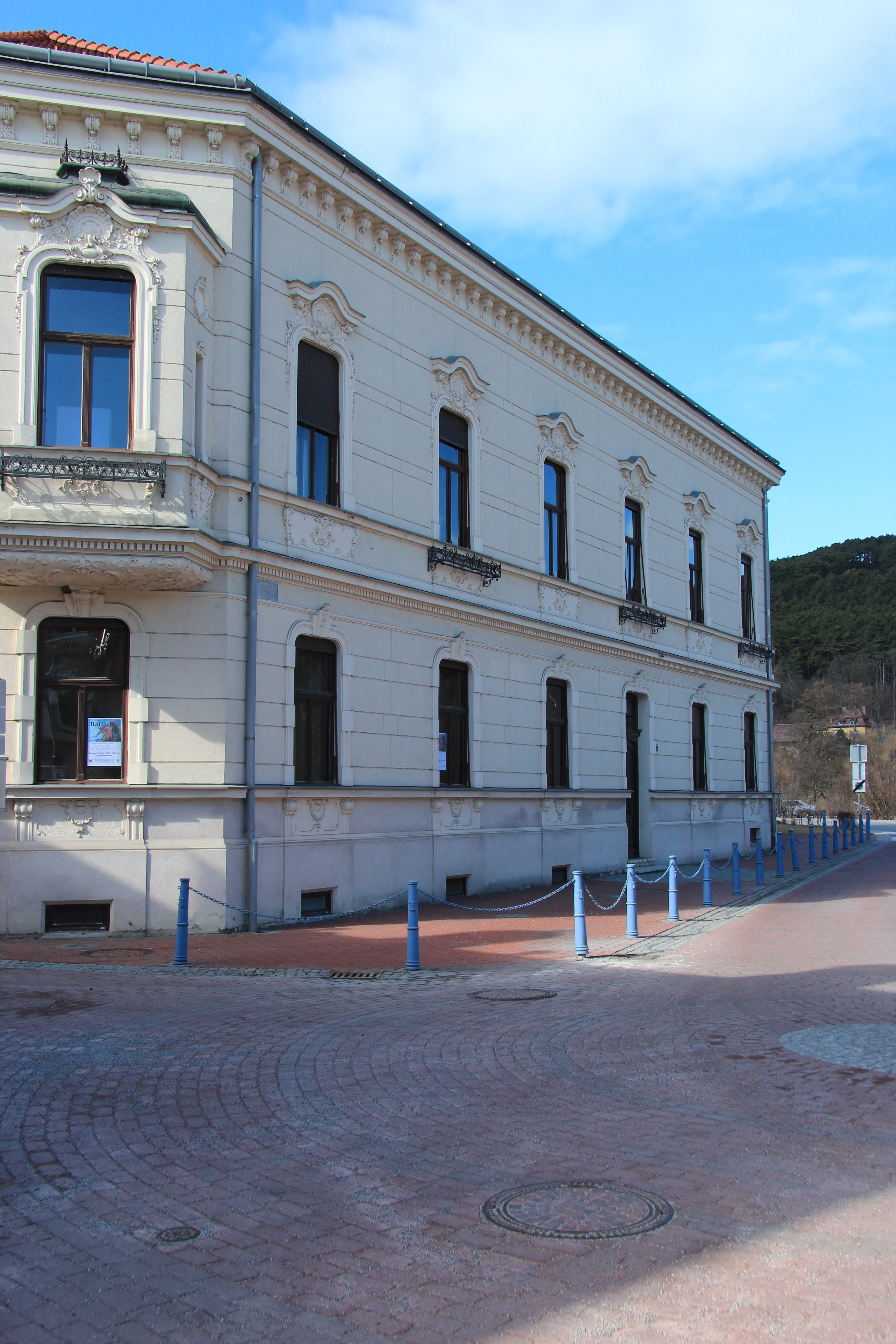
Das ehemalige Herrenhaus

Die Seiser-Mühle ist ein Gebäudekomplex (ein ehemaliges Mühlengebäude und ein Herrenhaus) in der niederösterreichischen Gemeinde Markt Piesting. Die beiden Gebäude wurden Anfang des 21. Jahrhunderts zum Schulgebäude für die Hauptschule umgebaut und um einen neugebauten Trakt erweitert. Die Gebäude stehen seit 2006 unter Denkmalschutz.

## Geschichte
Die Mühle wurde 1864 am Nordufer des Werkkanals errichtet. Als Besitzer scheint ein Franz Seiser auf. Im Jahr 1895 wurde der Gebäudekomplex um das Herrenhaus mit neobarocker Fassade erweitert. Im Zweiten Weltkrieg sowie durch die Einquartierungen in der Nachkriegszeit wurden die Gebäude schwer beschädigt. Die Gemeinde Piesting kaufte 1987 das zu diesem Zeitpunkt bereits stark verfallene Gebäude an und plante an dieser Stelle den Neubau der Hauptschule unter Einbeziehung der bestehenden Bauten. Der Umbau und teilweise Neubau dauerte von 1998 bis 2000 und wurde von den Gemeinden Waldegg, Markt Piesting und Wöllersdorf-Steinabrückl mit Unterstützung durch das Land Niederösterreich (Schul- und Kindergartenfonds) getragen. Ein großer Teil der historischen Bausubstanz konnte erhalten werden. In den Klassenzimmern wurden teilweise die bestehenden Decken- und Bodenelemente integriert.
Der Speisesaal des ehemaligen Herrschaftshauses mit seiner historischen Einrichtung wird seit 2016 als Veranstaltungsraum genutzt. Einer der Nebenräume des Speisesaals wurde zum Kuppelwieser-Museum umgestaltet. Das Museum zeigt einige wichtige Werke des Künstlers und dokumentiert seine Lebensgeschichte.

## Schicksalslinde

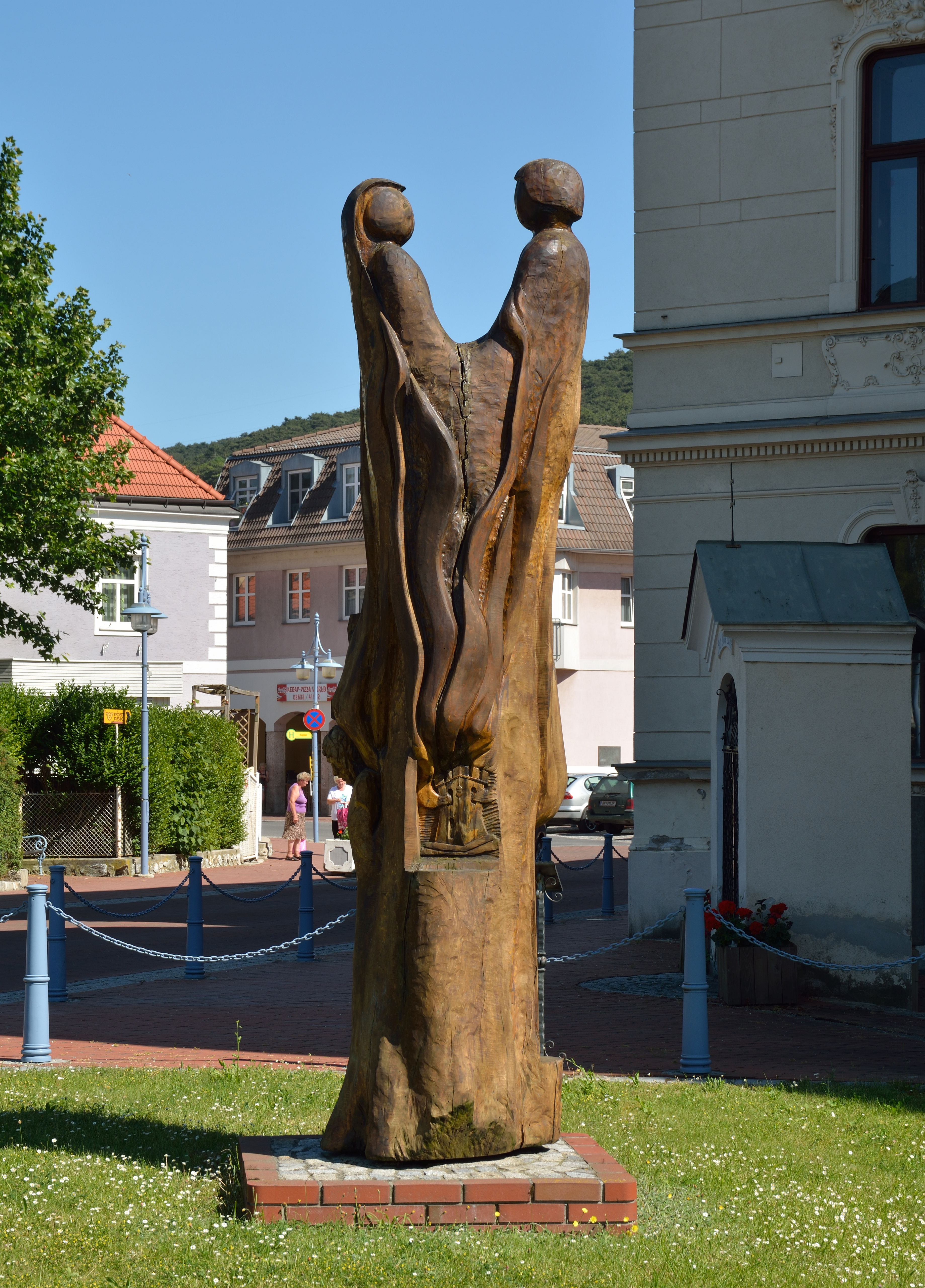
Schicksalslinde am Gelände der Seiser-Mühle

Beim Neubau der Hauptschule musste am Gelände der Seiser-Mühle eine alte Linde gefällt werden. Der Stamm dieser Linde wurde von einer Gruppe Piestinger Hobbyschnitzer (Christa Lisy, Imrich Casta, Kurt Weeber und Josef Drasch) in zweijähriger Arbeit zur Holzskulptur der Schicksalslinde gestaltet. Im November 2016 musste die Skulptur wegen innerer Vermoderung entfernt werden.